# Дмитренко Віталій Миколайович
Віталій Миколайович Дмитренко (1 квітня 1951, Кременчуцький район, Полтавська область — 1 жовтня 2014) — український футболіст, нападник.

## Життєпис
Народився 1 квітня 1951 року. Своєю грою в чемпіонаті Полтавської області привернув увагу старшого тренера «Колоса» Віктора Носова. За полтавський клуб виступав три сезони — 51 матч, 3 голи.
1976 року, разом з Віктором Носовим, перейшов до «Кривбасу». За дванадцять сезонів провів 397 лігових поєдинків, 123 забитих м'ячів. Майстер гри на «другому поверху». Найкращий бомбардир в історії клубу. Володар двох золотих медалей чемпіонату УРСР (1976, 1981). Посідає одинадцяте місце у «Клубі Євгена Дерев'яги» — списку найрезультативніших гравців чемпіонату УРСР (у рамках другої ліги).
1988 року завершив виступи у складі кременчукського «Кремня». Вніс вагомий внесок у перемогу команди в чемпіонаті УРСР серед колективів фізичної культури і здобуття путівки до української зони другої ліги. Того ж року отримав звання «Майстер спорту СРСР». Наступні три роки працював начальником команди.
2010 року інтернет-видання Football.ua визнало Віталія Дмитренка найкращим гравцем в історії криворізького «Кривбасу».
Помер 1 жовтня 2014 року на 64-му році життя. Похований у селі Пришиб Кременчуцького району.

## Досягнення
- Чемпіон УРСР (2): 1976, 1981

## Статистика
| Сезон | Команда           | Ліга | Ігри | Голи |
| ----- | ----------------- | ---- | ---- | ---- |
| 1974  | «Колос» (Полтава) | D3   | 10   | 1    |
| 1975  | «Колос» (Полтава) | D3   | 32   | 2    |
| 1976  | «Колос» (Полтава) | D3   | 9    | 0    |
| 1976  | «Кривбас»         | D3   | 20   | 2    |
| 1977  | «Кривбас»         | D2   | 28   | 3    |
| 1978  | «Кривбас»         | D3   | 40   | 12   |
| 1979  | «Кривбас»         | D3   | 40   | 18   |
| 1980  | «Кривбас»         | D3   | 36   | 10   |
| 1981  | «Кривбас»         | D3   | 45   | 24   |
| 1982  | «Кривбас»         | D3   | 28   | 10   |
| 1983  | «Кривбас»         | D3   | 48   | 22   |
| 1984  | «Кривбас»         | D3   | 33   | 11   |
| 1985  | «Кривбас»         | D3   | 12   | 0    |
| 1986  | «Кривбас»         | D3   | 34   | 1    |
| 1987  | «Кривбас»         | D3   | 33   | 10   |